# Four Mile Pool
Der Four Mile Pool ist ein See im Westen des australischen Bundesstaates Western Australia. 
Der See liegt im Verlauf des Murchison River nordöstlich der Siedlung Mount View am North West Coastal Highway ca. 10 km östlich des Kalbarri-Nationalparks.